# Футбол від УТН
Футбол від УТН — перший український футбольний телеогляд, пілотний випуск якого вийшов в ефір УТ-1 у вересні 1996 року. Програма була створена спортивними коментаторами ТВО «УТН» Валентином Щербачовим, Сергієм Бондаренком, Оленою Степанищевою та Сергієм Клоповим, які й почергово були її ведучими. Програма висвітлювала події, пов'язані з проблематикою українського футболу, щотижня пропонуючи огляди матчів вищої ліги чемпіонату України, а також найцікавіші матчі колективів першої національної ліги. До 1999 року «Футбол від УТН» виходив в ефір зі студії на Хрещатику, 26. У 1999 році програма змінила своє «обличчя». Два роки її вів Олександр Гливинський. У 2001 році «Футбол від УТН» отримав нову назву «Футбол як футбол», а пізніше ще раз змінив назву на «Наш футбол». Ведучими програми у цей період були журналісти — Ігор Циганик, Сергій Бондаренко, Павло Черепін, Валерій Шершень, Сергій Голяченко. У 2010 році програма припинила своє існування.